# De lege ferenda
De lege ferenda es una locución latina que significa «para una futura reforma de la ley» o «con motivo de proponer una ley». En consecuencia, se trata de una recomendación que debe ser tenida en cuenta como conveniente en una próxima enmienda legislativa.

## Usos
La expresión es utilizada habitualmente en la literatura jurídica (tratados, manuales, ensayos, memorias) y en la jurisprudencia (sentencias), cuando los autores o los jueces, respectivamente, se refieren a la necesidad de contar con una nueva legislación sobre una materia determinada. Por ejemplo, «Algunas propuestas de lege ferenda sobre la legislación sobre periodismo en Bolivia».
Se opone a la expresión de lege lata, que se refiere a la ley tal como está en la actualidad.